# Никифор Комнин (брат на Алексий I Комнин)
Никифор Комнин (на гръцки: Νικηφόρος Κομνηνός) е византийски аристократ, по-малък брат на византийския император Алексий I Комнин, след чието възцаряване получава престижната титла севаст и поста велик друнгарий на флота.
Никифор Комнин е най-малкият син на Йоан Комнин и Анна Даласина. Точната година на раждането му не е известна, но се предполага, че е роден около 1062 г. В хрониката на Никифор Вриений се споменава, че Мануил, Исак, Алексий, Адриан и Никифор са петимата синове на Йоан Комнин и Анна Даласина. Същият източник уточнява, че след смъртта на баща им Адриан и брат му Никифор са поверени от майка им на възпитатели и получили много добро образование.
В Алексиада Анна Комнина съобщава, че след като се възкачил на престола, Алексий I Комнин назначил най-малкия си брат Никифор за велик друнгарий на флота и го удостоил с титлата севаст. Това се потвърждава и от един печат с надпис Никифор Комнин, севаст.
Нищо повече не се знае за живота и кариерата на Никифор Комнин. От братята на Алексий I Никифор е този, за когото в историческите извори се съдържа най-малко информация. Дори няма категорични сведения, че като велик друнгарий на флота той е упражнявал ефективна командна дейност, съответстваща на втория по важност флотски ранг, с който го удостоява брат му, още повече че след 1087 г. командването на флота е поверено на евнуха Евстатий Киминиан, който е назначен за велик друнгарий на флота около 1101/1102 г. Това дава основание да се предполага, че Никифор Комнин или е бил отстранен от този пост по неизвестни причини, или е споделял длъжността с Киминиан.
Няма категорични сведения и за годината на смъртта на Никифор Комнин. Последното сведение за него се отнася към януари 1120 г, когато е издал решение в полза на атонския манастир Лавра, но за това се споменава в един манастирски акт, датиран от 1181 г.
Някои изследователи смятат, че към октомври 1136 г. Никифор Комнин е бил все още жив, за което се съди по един пасаж от типика на манастира Пантократор от 1136 г., в който е споменат великият друнгарий Никифор, а освен това Никифор Комнин не е посочен в поменика на покойните роднини на император Йоан II Комнин, поместен в същия типик. Някои автори дори отнасят годината на смъртта му към 1143 г., когато за велик друнгарий е назначен севастът Константин Комнин, син на севастократор Исак Комнин.
Други автори не намират основание да се смята, че Никифор Комнин е бил жив към 1136 г., тъй като не е възможно той да се отъждестви категорично с неназования с фамилното си име велик друнгарий Никифор от типика на Пантократор, още повече че в документа под велик друнгарий може да се има предвид и длъжността велик друнгарий на виглата. Освен това се допуска Константин Комнин да е бил назначен също за велик друнгарий на виглата, поради което той не може да се смята категорично за пряк приемник на Никифор Комнин като велик друнгарий на флота.
В поменика на роднините на императрица Ирина, поместен в литургичния типик на манастира Христос Филантроп, 18 юли е посочен като дата, на която се почита паметта на севаста Никифор, брата на императора.

## Семейство
Никифор Комнин е бил женен за неизвестна по име жена. От нея той е имал деца:
- дъщеря, вероятно Анна Комнина, омъжена за Григорий Бакуриани Младши, внук на Григорий Бакуриани;[11]
- Алексий Комнин, севаст[12]